# Sagartiogeton flexibilis
Sagartiogeton flexibilis is een zeeanemonensoort uit de familie Sagartiidae.
Sagartiogeton flexibilis is voor het eerst wetenschappelijk beschreven door Danielssen in 1890.